# بيان القرآن (كتاب)
بيان القرآن (الأردية: بیان القرآن) هو ترجمة وتعليق أردي للقرآن الكريم من أوائل القرن العشرين بقلم أشرف علي ثانوي، اكتمل في عام 1905 ونُشر لأول مرة في عام 1908 في اثني عشر مجلدًا من دلهي. صدرت نسخة منقحة بعنوان "بيان القرآن الكامل" في عام 1935. طور أشرف علي العمل كاستجابة مباشرة لترجمات وتفسيرات نذير أحمد دهلوي، وميرزا هيرات دهلوي، وسيد أحمد خان، الذين اختلف مع مناهجهم. تأثرت الترجمة بأعمال شاه عبد القادر ومحمود حسن ديوبندي، بينما تأثر التعليق بشكل أساسي بروح المعاني. وتشمل موضوعاته الرئيسة التفسيرات المستندة إلى الحديث، والمناقشات الفقهية، والتصوف. كما أنها تبرز باعتبارها أول تفسير أردي يستكشف الأبعاد الصوفية للآيات القرآنية بعمق. وقد تبنّى أسلوب الترجمة والتفسير في كتاب بيان القرآن علماء آخرون لاحقًا ووسعوه مثل أبي الكلام آزاد. وقد كان هذا الكتاب بمثابة المصدر الأساسي لتجميع تفسير مجيدي، كما شكل الأساس لكتاب معارف القرآن، وهو نسخة مختصرة من هذا العمل.

## ردود الفعل النقدية
أشارت ريحانة ضياء إلى أن قسم التعليقات أكثر نفعًا للباحثين، نظرًا لأسلوبه الأكاديمي واحتوائه على بحوث علمية موسّعة ومراجع كثيرة في الحواشي. أما قسم الترجمة، فرأت أنه أكثر سهولة ونفعًا لعامة القرّاء. وأكد سيف الرحمن رسول على أن الاستفادة الكاملة من هذا العمل تتطلب أساسًا راسخًا في العلوم الإسلامية، مشيرًا إلى أن بعض هذه المتطلبات العلمية لم تُراعَ بشكل منتظم، لا سيما في المجلدات الأربعة الأولى التي شابها بعض الانقطاع والتفاوت في الأسلوب والتنسيق مقارنة بالمجلدات اللاحقة. ولاحظ محمد مبین سلیم أن أسلوب ثنوي الدفاعي والهجومي في الرد على الاعتراضات أدى إلى استخدام لغة قد تكون معقّدة على القارئ العادي، مما دفع بعض العلماء إلى إعداد ملخّصات لكتاب بيان القرآن. كما أشار سيد شاهِد علي إلى أن اللغة المستعملة في هذا العمل تعكس أسلوب اللغة الأردية في أوائل القرن العشرين، وهي وإن كانت بليغة، إلا أنها قد تحتاج إلى مراجعة لتواكب المعايير اللغوية المعاصرة. وقد نصح ثنوي بنفسه بأن لا يعتمد غير المتخصصين والطلاب على فهمهم الشخصي عند قراءة هذا العمل، بل ينبغي لهم الرجوع إلى العلماء لتجنّب الوقوع في سوء الفهم. من جهته، انتقد سيد حمید شطّاري هذا العمل لتأثره بالتصوف، مدّعيًا أنه يُستخدم للترويج لعقائد المؤلف الصوفية.

## قراءة إضافية
- Jan، Ahmad Saeed؛ Ali، Ashfaq (2022). "The impact of Arabic rhetoric on the interpretation of "Bayan al-Quran" by Sheikh Ashraf Ali Ali Thanvi". Hazaraislamicus. ج. 11 ع. 01: 29–44. ISSN:2410-8065. مؤرشف من الأصل في 2025-01-13.

## روابط خارجية
- بيان القرآن في أرشيف الإنترنت